# Duzey
Duzey é uma comuna francesa na região administrativa de Grande Leste, no departamento de Meuse. Estende-se por uma área de 5,5 km². Em 2010 a comuna tinha 43 habitantes (densidade: 7,8 hab./km²).